# Tărlungeni
Tărlungeni (węg. Tatrang) – wieś w Rumunii, w okręgu Braszów, w gminie Tărlungeni. W 2011 roku liczyła 3743 mieszkańców.